# Ciad ai Giochi della XXIX Olimpiade
Il Ciad ha partecipato ai Giochi della XXIX Olimpiade che si sono svolti a Pechino dall'8 al 24 agosto 2008 non riuscendo però a vincere nessuna medaglia.

## Atletica leggera
| Atleta                       | Evento | Batteria | Batteria  | Quarti di finale  | Quarti di finale  | Semifinale        | Semifinale        | Finale            | Finale            |
| Atleta                       | Evento | Tempo    | Posizione | Tempo             | Posizione         | Tempo             | Posizione         | Tempo             | Posizione         |
| ---------------------------- | ------ | -------- | --------- | ----------------- | ----------------- | ----------------- | ----------------- | ----------------- | ----------------- |
| Moumi Sebergue               | 100 m  | 11"41    | 7         | Non ha proseguito | Non ha proseguito | Non ha proseguito | Non ha proseguito | Non ha proseguito | Non ha proseguito |
| Hinikissia Albertine Ndikert | 100 m  | 12"55    | 7         | Non ha proseguito | Non ha proseguito | Non ha proseguito | Non ha proseguito | Non ha proseguito | Non ha proseguito |